# Printemps précoce
Pour plus de détails, voir Fiche technique et Distribution.
Printemps précoce (早春, Sōshun) est un film japonais réalisé par Yasujirō Ozu, sorti en 1956.

## Synopsis
Dans la métropole de Tokyo, l'employé de bureau Shoji Sugiyama se prépare à partir travailler avec l'aide de sa femme, Masako. Leur seul enfant est mort quelques années auparavant de maladie.
Au cours d'une sortie avec ses amis et collègues, Shoji passe du temps avec une secrétaire, Kaneko, surnommée « Poisson rouge » pour ses grands yeux. Peu de temps après, ils ont une relation éphémère. Mais Masako soupçonne cette liaison et décide de quitter le domicile conjugal.
Shoji, à qui fut proposé un poste dans l'usine de l'entreprise située dans les montagnes, accepte finalement de partir pour trois ans pour son employeur. Ses amis organisent une soirée d'adieu où Kaneko se montre apaisée. 
Installé à Mitsuishi, dans la préfecture d'Okayama, Shoji passe son temps à lire mais bientôt sa femme le rejoint et leur couple décide de se redonner une nouvelle chance.

## Fiche technique
- Titre français : Printemps précoce
- Titre original : 早春 (Sōshun?)
- Titre alternatif : Début de printemps
- Réalisation : Yasujirō Ozu
- Assistant réalisateur : Tashiro Kōzo
- Scénario : Kōgo Noda, Yasujirō Ozu
- Producteur : Shizuo Yamanouchi
- Musique : Kojun Saitō
- Directeur de la photographie : Yuharu Atsuta
- Décors : Tatsuo Hamada, Kintarō Yamamoto
- Montage : Yoshiyasu Hamamura
- Son : Yoshiburō Senoo
- Société de production et de distribution au Japon : Shōchiku
- Société de distribution en France : Carlotta Films (version restaurée, 2018)
- Pays d'origine :  Japon
- Langue originale : japonais
- Format : noir et blanc - 1,37:1 - Format 35 mm - Son mono
- Genre : drame
- Durée : 144 minutes[1] (métrage : 16 bobines - 3 956 m[1])
- Dates de sortie : 
  - Japon : 29 janvier 1956[1]
  - France : 8 juillet 1992[2] (rétrospective Ozu au Max-Linder) - 1er août 2018 (reprise en version restaurée)[3]

## Distribution

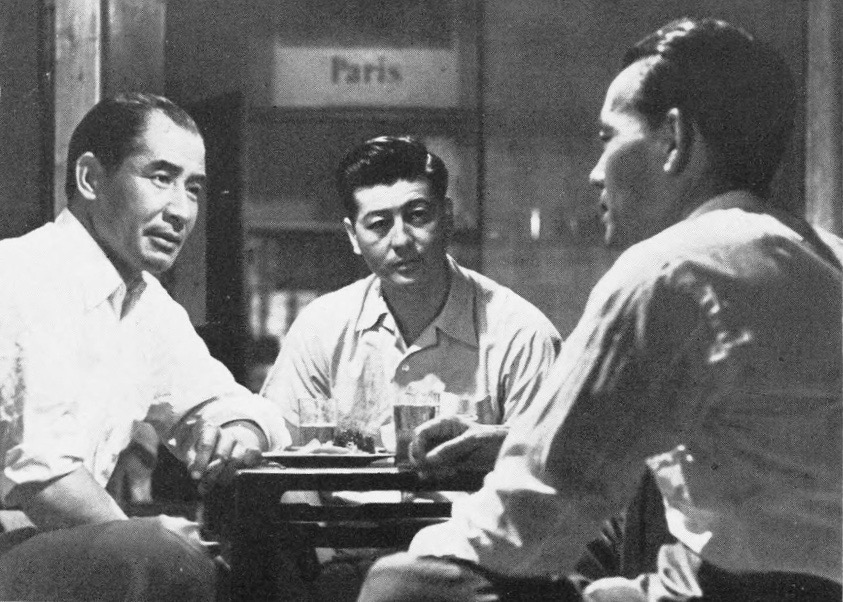
Scène du film avec Sō Yamamura, Ryō Ikebe et Chishū Ryū.

- Ryō Ikebe : Shoji Sugiyama, un employé de bureau infidèle
- Chikage Awashima : Masako Sugiyama, sa femme
- Keiko Kishi : Chiyo Kaneko, une secrétaire qui devient la maîtresse de Shoji
- Daisuke Katō : Sakamoto, un camarade de Shoji
- Kumeko Urabe : Shige Kitagawa, la mère de Masako
- Masami Taura : Kōichi Kitagawa, le frère cadet de Masako
- Haruko Sugimura : Tamako Tamura, une voisine de la famille Sugiyama
- Chishū Ryū : Kiichi Onodera, un cadre de l'entreprise de Shoji
- Teiji Takahashi : Taizō Aoki, un collègue de Shoji
- Takako Fujino : Terumi Aoki
- Sō Yamamura : Yutaka Kawai, le patron du café
- Kuniko Miyake : Yukiko Kawai, la femme du patron du café
- Eijirō Tōno : Tokichi Hattori, un client du café
- Kōji Mitsui : Hirayama, un camarade de Shoji
- Fujio Suga : Tanabe, un collègue de Shoji
- Haruo Tanaka : Nomura, un collègue de Shoji
- Chieko Nakakita : Sakae Tominaga, veuve et amie de Masako
- Nobuo Nakamura : le patron de Shoji
- Seiji Miyaguchi : Seiichiro Tamura, le mari de Tamako
- Junji Masuda : Yuzo Miura, le collègue malade de Shoji
- Teruko Nagaoka : la mère de Yuzo Miura
- Nobu Kawaguchi : la collègue avec un cache-œil
- Tsūsai Sugahara (en) : un client de Shige (caméo)

## Autour du film
Printemps précoce est projeté pour la première fois en France lors de la rétrospective Ozu au cinéma Max-Linder de l'été 1992. Celle-ci comprend quatorze films du cinéaste dont six inédits en France et s'est déroulée pendant deux mois.